# Visa (document)
 (octobre 2013).
Si vous disposez d'ouvrages ou d'articles de référence ou si vous connaissez des sites web de qualité traitant du thème abordé ici, merci de compléter l'article en donnant les références utiles à sa vérifiabilité et en les liant à la section « Notes et références ».
Pour les articles homonymes, voir Visa.

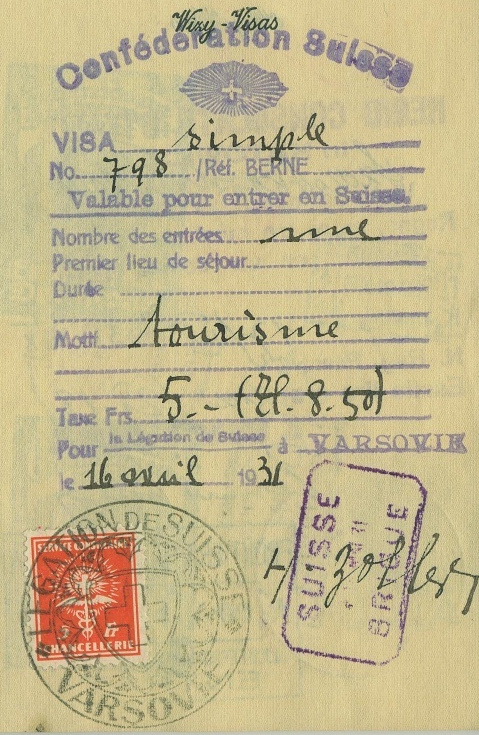
Visa de tourisme délivré par la Légation de Suisse à Varsovie en 1931.

Un visa est un document officiel délivré par les autorités compétentes d'un pays qu'un étranger doit présenter lors de son entrée sur le territoire de celui-ci. Selon la législation de chaque pays, les visas sont exigés : soit pour tout ressortissant étranger, soit en fonction de la nationalité du visiteur.
C'est une condition nécessaire pour entrer et séjourner pendant une certaine durée sur ce territoire. Mais ce n'est nullement une garantie car les autorités chargées du contrôle des frontières de certains pays peuvent refuser l'admission sur leur territoire de tout étranger, même titulaire d'un visa valide.

## Délivrance
Dans la plupart des cas, les demandes de visa doivent être effectuées auprès des services diplomatiques (ambassades ou consulats) du pays que souhaite visiter le demandeur et se trouvant dans son pays d'origine ou de résidence. Il peut aussi être parfois délivré par les autorités policières de certains pays aux frontières de ceux-ci.
En plus du formulaire délivré par les services consulaires et rempli par le demandeur, celui-ci doit fournir, outre un passeport valide, et des photos d'identité récentes, un ensemble de documents justifiant le fait qu'il remplit les conditions nécessaires pour séjourner dans le pays d'accueil (justificatifs de ressources ou d'hébergement, assurance couvrant les éventuels soins médicaux d’urgence et/ou soins d’hospitalisation d’urgence, etc.). La nature de ces documents varie en fonction du type de visa demandé. Une somme est également demandée par les autorités consulaires pour couvrir les frais de dossier.
La durée d'instruction des demandes de visas est variable selon les pays, de quelques jours à plusieurs semaines.
En cas de refus de délivrance de visa, celui-ci peut être explicite (l'autorité diplomatique ou consulaire signifie verbalement ou par écrit le refus au demandeur) ou implicite (l'administration ne formule pas de refus).

## Forme
Le visa se présente comme une vignette ou tampon apposé sur le document de voyage de son bénéficiaire (le plus souvent un passeport).
Le visa indique généralement :
- l'autorité qui l'a délivré
- une date de délivrance
- une durée de séjour (fixe, de quelques jours à quelques mois, voire plusieurs années, ou indéterminée dans les cas de visa long séjour)
- une durée d'utilisation : période pendant laquelle le visa peut être utilisé
- un motif (médical, familial, travail...)
- parfois le territoire concerné (un visa délivré par la France peut mentionner, par exemple, un département ou une collectivité d'outre-mer)

La délivrance de la forme physique ou électronique du visa peut quelquefois être sous-traitée à des entreprises privées délégataires qui ajoutent une surcouche de services : assurances, normalisation des pièces d'identité, remboursement en cas de refus, etc.

## Rôle du visa
Le visa est, pour les pays qui l'ont instauré, un moyen de contrôler le type de personne souhaitant entrer sur leur territoire et réguler l'immigration. En effet, les autorités compétentes peuvent refuser un visa d'entrée à un ressortissant étranger qui leur semble présenter un risque d'immigration irrégulière ou une menace pour la sécurité du pays (y compris sa stabilité politique, sociale ou religieuse). Ainsi, 
l'Arabie Saoudite ne délivrait pas de visa de tourisme, avant la mise en place du e-Visa en 2019. Les seuls étrangers admis à entrer dans le pays étaient les hommes d’affaires (y compris les travailleurs immigrés), les musulmans effectuant le hajj (pèlerinage à La Mecque et Médine), ainsi que les membres des familles étrangères dont les proches résident dans le pays. D'autre part, les autorités saoudiennes ne délivrent pas de visa aux détenteurs de passeports sur lesquels figurent des visas ou des tampons israéliens (et a fortiori aux citoyens israéliens eux-mêmes).
Il arrive qu'un pays impose dans les mêmes conditions le visa aux ressortissants d'un autre pays par réciprocité. Ainsi la France impose le visa d'entrée aux journalistes ressortissants des États-Unis souhaitant séjourner en France pour des activités professionnelles parce que les journalistes français sont soumis eux-mêmes à un visa pour entrer sur le territoire américain.
Selon Henley & Partners Visa Restrictions Index (en) qui établit en collaboration avec l'Association internationale du transport aérien, un palmarès annuel des pays dont les passeports permettent de se déplacer le plus facilement, le droit à la liberté de circulation dépend uniquement de la nationalité du requérant. Ce palmarès ne prend en compte que les passeports biométriques et évalue les conditions d'accès à un pays. Ainsi en 2016, l'Allemagne classée en tête de liste depuis trois ans, voit ses ressortissants être en position de visiter 177 pays et territoires sans avoir recours à une demande de visa. Alors que l'Afghanistan, classé 104e et dernier de la liste, n'offrira à ses citoyens la possibilité de voyager dans les mêmes conditions que dans seulement 25 pays. On peut donc en déduire que le ressortissant allemand dispose de plus de liberté pour voyager que l'Afghan. Selon le magazine américain Fortune, « les scores reflètent le poids des différents pays dans les relations diplomatiques ».

## Exceptions à l'obligation du visa
La plupart des pays demandent aux étrangers qui veulent entrer sur leur territoire de disposer d'un visa. Toutefois, afin de faciliter les échanges et la circulation des personnes entre les pays, certains États ont signé des accords bilatéraux ou multilatéraux de dispense de visa pour leurs ressortissants.
Ces accords de dispense peuvent s'appliquer :
- à l'ensemble des ressortissants d'un État ou à une partie seulement : tels les accords dispensant de visa les seuls titulaires d'un passeport diplomatique, ou les titulaires d'un passeport diplomatique ou de service ;
- à l'ensemble du territoire national ou à une partie seulement : ainsi les accords passés par la France distinguent parfois le territoire européen de la France d'une part et l'outre-mer d'autre part ;
- à une durée de séjour limitée (la plupart des accords conclus par la France limitent le séjour autorisé à 3 mois) ou illimitée (les citoyens de l'Union européenne, de Monaco, d'Andorre, de Saint-Marin et du Vatican peuvent séjourner en France sans visa pour une durée indéterminée).

Ces accords peuvent aussi exclure certaines catégories d'étrangers : ceux venant exercer une activité rémunérée le plus souvent.
Certains États dispensent unilatéralement les ressortissants d'un autre État du visa. De telles dispositions sont généralement prises afin d'attirer les touristes ou de faciliter les voyages d'affaires.
Des titres de séjour ou des titres de résident dans un État dispensent très souvent leur titulaire de la production d'un visa pour entrer sur le territoire de cet État.
En outre, des pays qui disposent d'un espace de libre circulation peuvent délivrer des visas valables pour l'ensemble de la zone, et non pour le seul pays dont relève l'autorité ayant délivré le visa. C'est le cas des pays de l'espace Schengen, qui délivrent des visas de court séjour valable pour l'ensemble de la zone.

## Refus de l'obtention d'un visa

### Motifs
Un visa peut être refusé pour les raisons suivantes : 
- si le demandeur n'a pas sollicité le visa correspondant au motif ou à la durée du séjour projeté : ainsi, par exemple, l'autorité consulaire française peut refuser de délivrer le visa de court séjour sollicité par un étranger qui affirme par ailleurs qu'il a l'intention de séjourner en France plus de 3 mois
- si le consulat estime que le demandeur a commis des fraudes quant aux documents fournis ;
- si le demandeur a commis des erreurs de représentation ou d'explication de sa demande ;
- si le demandeur est pressenti pour rester de façon permanente mais demande un visa temporaire ;
- si on considère que le demandeur n'a pas de raison valable ou suffisante pour son séjour ;
- s'il subsiste un problème d'immigration dans le pays ;
- si le demandeur a un casier judiciaire, présente des risques pour la sécurité d'un pays ou l'absence de garantie morale ;
- si le demandeur vient d'un pays avec lequel le pays hôte n'a pas de bonnes relations.

Bien que sévèrement réprimés par l'administration, des abus ont parfois été constatés dans les services des visas :
- corruption active d'un agent qui exige, pour délivrer un visa, de l'argent, des avantages matériels ou des faveurs sexuelles ;
- corruption passive d'un agent qui accepte de l'argent pour délivrer un visa ou pour faciliter la délivrance d'un visa ;
- refus de guichet.

### Recours contre un refus de visa
Certains États donnent au ressortissant étranger auquel un visa a été refusé le droit de formuler un recours contre cette décision. D'autres États ne prévoient pas de telles dispositions.

## Visa de sortie
Certains pays exigent un visa de sortie avant de pouvoir quitter le territoire. Plusieurs États limitent les possibilités de départ pour certaines personnes dans des circonstances particulières, par exemple en cas de procès notable en cours ou d'importantes dettes au Trésor public,,. Malgré ce fait, l'expression visa de sortie ne concerne en général que les États qui imposent des restrictions systématiques sur les départs, au sens où le droit de quitter le territoire n'est pas automatique. Imposer des conditions systématiques pour obtenir la permission de partir peut être considéré comme une atteinte aux droits humains, entendus au sens de la DUDH et du droit international coutumier.
Certains pays autorisent la libre circulation des étrangers mais restreignent les mouvements de leurs propres ressortissants,. D'autres n'imposent de conditions qu'aux étrangers résidant sur le sol national dans le cadre d'un visa de travail, comme c'est le cas avec le système de kafala (en),,,.

### Amériques
En octobre 2012, le gouvernement de Cuba annonce son intention d'abandonner les visas de sortie à partir du 14 janvier 2013, même si quelques exceptions sont prévues.

#### États-Unis
Les États-Unis n'imposent pas de visa de sortie. Toutefois, depuis le 1er octobre 2007, les personnes en partance par voie aérienne doivent toutes détenir un passeport en cours de validité ou certains documents pouvant en tenir lieu.
Certains résidents permanents et étrangers doivent, avant de quitter le pays, présenter une quittance du Trésor public américain pour certifier qu'ils sont en règle concernant leurs impôts. Cette obligation existe depuis 1921 mais n'a pas fait l'objet d'une application stricte avant 2014.

### Australie
En 2020, en raison de la pandémie de Covid-19, l'Australie interdit les départs tant aux ressortissants du pays qu'aux résidents étrangers, sauf s'ils obtiennent certaines exemptions,.

### Asie
L'Irak, le Koweït, le Liban, l'Oman, l'Arabie Saoudite et les Émirats arabes unis possèdent tous des conditions relatives à l'octroi visas de sortie pour les travailleurs étrangers. Ces dispositions s'inscrivent dans le système de kafala (en). Par conséquent, quand le contrat de travail d'un travailleur étranger touche à son terme, l'intéressé doit s'assurer que son employeur lui remet un certificat attestant que l'employé a correctement rempli sa part du contrat ou que ses services ne sont plus nécessaires. Le visa de sortie peut aussi être refusé si le demandeur est en cours de procès ou s'il doit régler des amendes. En septembre 2018, le Qatar lève les conditions sur les visas de sortie pour la plupart des travailleurs. En règle générale, les personnes sont libres de quitter l'État d'Israël, sauf si elles sont visées par une interdiction de quitter le territoire (en).
L'Ouzbékistan était le dernier pays de l'ex URSS qui imposât un visa de sortie, valable pour une période de deux ans. Cette pratique est abolie en 2019, après avoir fait l'objet de protestations de la part de l'ONU.

### Obligation de service militaire
Singapour applique un programme de permis de sortie afin de veiller sur les obligations de service militaire des citoyens masculins et des résidents permanents.
Taïwan et la Corée du Sud ont des systèmes identiques concernant les citoyens masculins qui, au-delà d'un âge déterminé, n'ont pas rempli leurs obligations militaires ; ces États appliquent des restrictions sur le visa de sortie à cet égard.

### Europe
Pendant la période fasciste en Italie, un visa de sortie est obligatoire entre 1922 et 1943. Le Troisième Reich instaure aussi des visas de sortie à partir de 1933 jusqu'en 1945.
L'URSS et ses alliés du pacte de Varsovie ont aussi des visas de sortie tant pour l'émigration que pour des voyages plus courts.
En raison de la pandémie de covid-19, certaines restrictions sur les voyages sont instaurées ; au Royaume-Uni, en mars 2021, toute personne quittant le territoire doit remplir un formulaire pour y inscrire son adresse, son numéro de passeport, sa destination et le motif du voyage. Les motifs recevables sont : travail, bénévolat, instruction, raisons médicales ou évènements touchant des proches, comme les mariages ou funérailles.